# Blau I, II, III
Blau I, II, III és un tríptic d'obres realitzades per Joan Miró el 4 de març de 1961 al seu taller de Mallorca i que actualment forma part de la col·lecció permanent del Centre Georges Pompidou de París.

## Història
Joan Miró va iniciar el tríptic el 4 març de 1961 a Palma, a l'estudi del pintor construït per l'arquitecte Josep Lluís Sert el 1956, que li permetia poder pintar obres de dimensions com les de Blau. Miró, complagut i desconcertat per la magnitud d'aquest gran taller, el primer que va fer va ser omplir-ho de vida animant-lo amb tot tipus d'objectes i esbossos, per tal omplir l'espai buit. L'espai el va condicionar i va canviar la seva pintura en una nova direcció. En aquest període Miró vol trobar l'explosió «de la fúria de la seva joventut iconoclasta». La seva segona visita als Estats Units és crítica, on rep influències de la jove pintura nord-americana que l'obre i l'allibera plàsticament. En aquestes obres, Miró abandona temporalment l'origen figuratiu per treballar les possibilitats del color, infuenciat per l'art estatunidenc del moment.
Després d'un període d'abundant producció, Miró va fer una pausa, per reprendre la seva feina creant un seguit de tríptics, com aquest Blau I, II, III. Després d'aquest en crearia d'altres tríptics interessants, com Tríptic verd, vermell, taronja (1968), Pintura mural per a la cel·la d'un solitari (1968) o L'esperança del condemnat a mort, conservat a la barcelonina Fundació Joan Miró.
El Centre Pompidou exposa aquest tríptic de Joan Miró des de 1984. La Fundació Menil va regalar Blau II al Museu Nacional d'Art Modern de París en memòria de Jean de Menil. El tríptic es completaria quan el centre va comprar Blau III. El gener de 1985 el Centre Pompidou va reunir les obres que formen el tríptic amb motiu del primer aniversari de l'artista. L'abril de 1994 el Centre Pompidou va adquirir Bleu I, de manera que va completar la sèrie Blau en memòria de Dominique Bozo, amb l'assistència de la Patrimoine du Fonds, i l'ajuda de Sylvie i Eric Boissonnas, Jacques Boissonnas, Hélène i Michel David-Weill, la Société des Amis du Musée, Pierre Bergé, Yves Saint Laurent, Yves Saint Laurent Fashion House i la participació de molts partidaris.

## Descripció
L'element dominant en aquest tríptic és clarament el color blau, que ocupa gairebé tota la superfície de les tres obres. Es tracta d'un color simbòlic per a Miró. Segons ell mateix va declarar en un altre quadre de 1925, «aquest és el color dels meus somnis». El blau representa el cel, i la mar Mediterrània.
En aquest tríptic el color no és homogeni. El pintor va comentar que «no es tractava simplement d'aplicar el color, com els pintors de parets: tots els moviments del pinzell, els del puny, la respiració de la mà, també hi intervenien».

## Anàlisi
La sèrie sembla estar feta en un sol moviment, segonts Margit Rowell inspirat «pel poble català on abans les cases eren pintades de blau, un blau lleugerament violaci català, és clar, literalment: blau cel». La mateixa Rowell apunta la influència que l'obra poètica de Rubén Darío va exercir sobre aquesta obra, especialment un text titulat Azul. Altres autors també hi han vist la influència de l'éternel azur de Stéphane Mallarmé.
També segons Rowell: «Els tres quadres blaus van ser les primeres obres importants que Miró va realitzar en aquest estudi i sorprenen no només per les seves dimensions (270 per 355 centímetres) sinó també per una superfície excepcionalment neta: es presenten com a grans fons saturats de color, només alterat per línies o taques, negres o vermelles».
Segons el testimoni del seu amic Jacques Dupin, que estava al seu costat durant l'execució de les obres, Miró va necessitar deu mesos per passar el projecte de l'esborrany a l'obra final sobre tela. El pintor va prendre's el seu temps en realitzar la taca, més temps encara per a la línia, per trobar el ritme i el color buscats. Segons el mateix Miró, «vaig posar un munt de temps fent ells. No en pintar, sinó en meditar. Vaig prendre un enorme esforç, una gran tensió interna per arribar al que volia explicar».
L'obra es considera un conjunt d'imatges consecutives, que cerquen la continuïtat. Per fer-ho, el pintor va repetir certs elements en les tres obres: una línia molt fina, la pinzellada vermella i els cercles negres. El mateix artista considerava aquestes obres equiparables a les pintures contemplatives o meditatives.

## Exposicions a Catalunya
A Barcelona s'ha pogut veure el tríptic en diverses ocasions, entre elles durant l'exposició Joan Miró. 1956-1983 Sentiment, emoció i gest que va tenir lloc el 2006 a la Fundació Joan Miró. També es van poder veure el 2011 durant l'exposició Joan Miró. L'escala de l'evasió, entre altres ocasions.